# 저스티나 마샤도
저스티나 머차도(영어: Justina Machado, 영어 발음: /məˈtʃɑːdoʊ/, 스페인어: 후스티나 마차도, 1972년 9월 6일 ~ )는 미국의 배우이다.

## 출연 작품

### 영화
- A.I. (2001) - 보조인 역
- 풀 프론탈 (2002)
- 파이널 데스티네이션 2 (2003) - 이저벨라 허드슨 역
- 토크 (2004) - 요원 핸더슨 역
- 더 콜 (2013)
- 더 퍼지: 거리의 반란 (2014)
- 록스타처럼! (2020) - 베키 역

### 텔레비전
- 식스 핏 언더 (2001-05)
- The Johnny Chronicles (2002) - 파일럿 편
- Missing (2003-04)
- 어글리 베티 (2007) - 보조인 역
- 남부의 여왕 (2016, 2019)